# 佛羅里亞諾·費拉莫拉

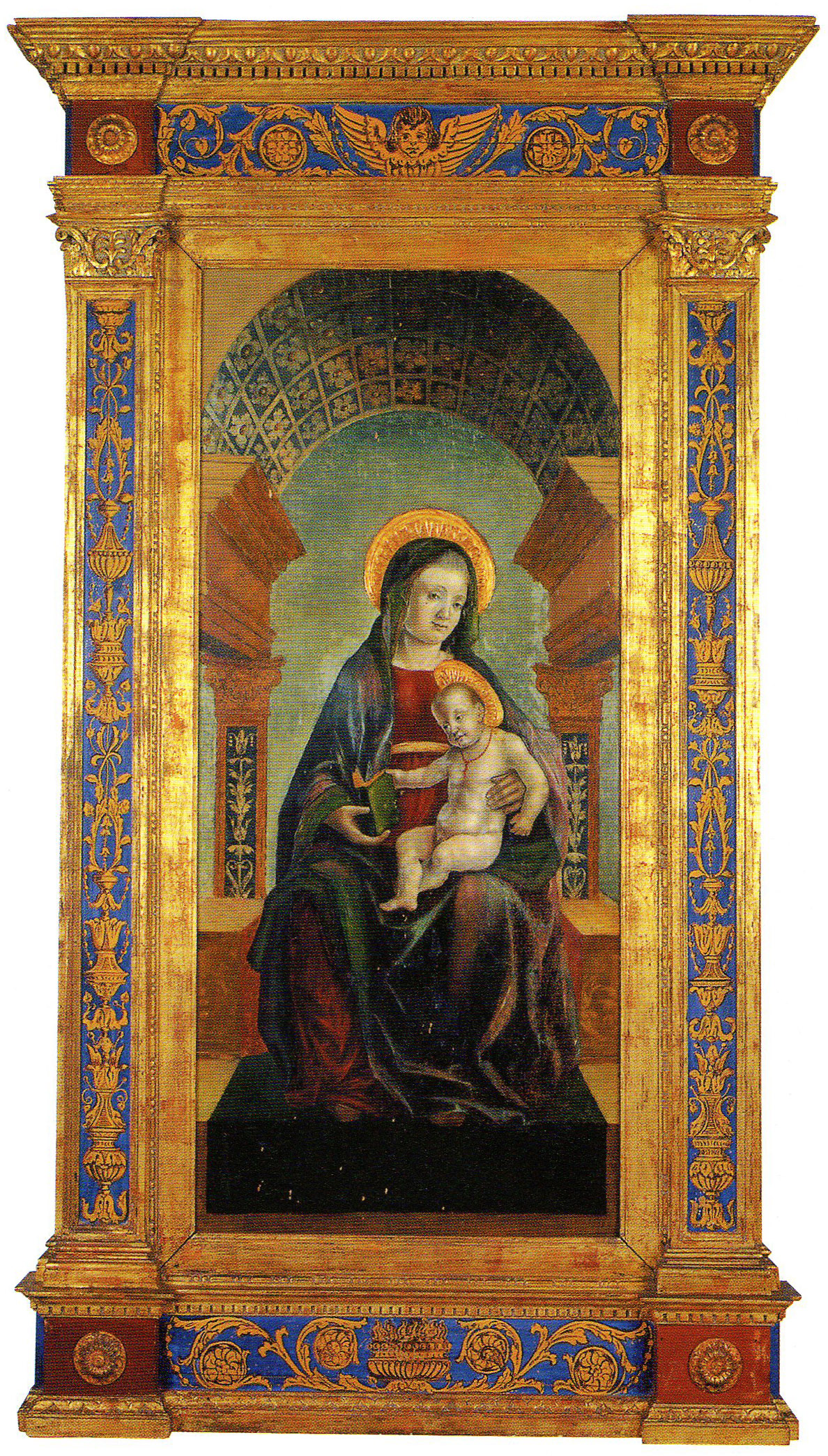
《升座聖母與嬰兒》（Madonna Enthroned with Child），16世紀早期，布雷西亞主教宮

佛羅里亞諾·費拉莫拉（Floriano Ferramola或Fioravante Ferramola，約1478年-1528年7月3日）是意大利文藝復興時期的畫家，活躍于布雷西亞。
第一次有文獻提及佛羅里亞諾是在1503年，他已知的第一件作品為《耶穌誕生》（Nativity，作於1507-1508），現藏於帕維亞Civi Museums。1512年他繪製了富瓦的加斯頓的肖像。隨後又為恩寵聖母繪製了壁畫《天使報喜》（Annunciation），他也曾為布雷西亞的其他教堂繪製畫作。他為布雷西亞Palazzo Calini繪製的壁畫之一現藏於維多利亞和阿爾伯特博物館。